# Szrednyekolimszki járás

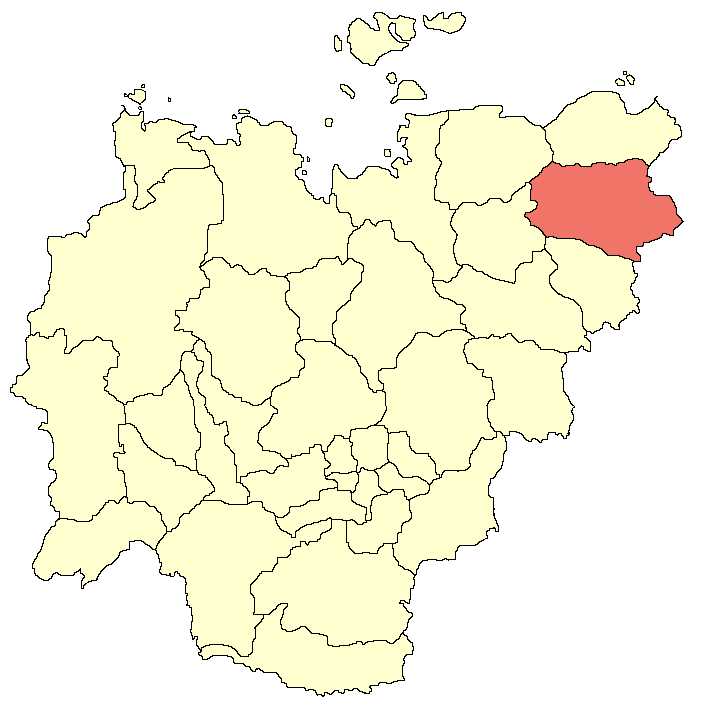
A Szrednyekolimszki járás Jakutföldön

A Szrednyekolimszki járás (oroszul Среднеколымский улус, jakut nyelven Орто Халыма улууhа) Oroszország egyik járása Jakutföldön. Székhelye Szrednyekolimszk.

## Népesség
- 1989-ben 9441 lakosa volt, melynek 81%-a jakut, 12%-a orosz, 4%-a even, 3%-a evenk.
- 2002-ben 8353 lakosa volt.
- 2010-ben 7897 lakosa volt, melyből 6338 jakut, 814 orosz, 523 even, 50 jukagir, 36 ukrán, 33 evenk stb.